# Chlorita thymi
Chlorita thymi är en insektsart som beskrevs av Alexander Fyodorovich Emeljanov 1964. Chlorita thymi ingår i släktet Chlorita och familjen dvärgstritar. Inga underarter finns listade i Catalogue of Life.